# Olga Olegowna Koslowa
Olga Olegowna Koslowa (russisch Ольга Олеговна Козлова, geborene Olga Olegowna Simuschina (russisch Ольга Олеговна Симушина); * 17. Dezember 1969) ist eine russische Biathletin, die nach einer zunächst recht erfolgreichen Karriere im Olympischen Biathlon eine erfolgreiche zweite Karriere als Bogenbiathletin startete. Mit 13 Titeln bei Bogenbiathlon-Weltmeisterschaften und 20 Medaillen insgesamt sowie drei Gesamtsiegen im Bogenbiathlon-Weltcup ist sie die erfolgreichste Athletin dieser Sportart. Zudem ist sie eine der ganz wenigen Biathleten, die bei Weltmeisterschaften im Olympischen wie im Bogenbiathlon Weltmeisterschaftsmedaillen gewinnen konnte.
Die in Moskau lebende und als Lehrerin arbeitende Olga Koslowa gab ihr internationales Debüt noch unter ihrem Mädchennamen startend nach dem Zerfall der Sowjetunion und der Neuschaffung nationaler Verbände in der Saison 1992/93 in Oberhof. Dort belegte sie sowohl im Einzel wie auch im Sprint in ihren ersten Rennen fünfte Plätze. Mit Swetlana Panjutina, Jelena Belowa und Anfissa Reszowa gewann sie zudem das Staffelrennen des Weltcup-Wochenendes. Auch bei den nächsten Weltcup-Stationen in Antholz, Lillehammer und Kontiolahti erreichte sie mit der Staffel als Zweitplatzierte das Podium. Höhepunkt der Saison wurden die Biathlon-Weltmeisterschaften 1993 in Borowez. Simuschina gewann an der Seite von Swetlana Panjutina, Nadeschda Talanowa und Jelena Belowa hinter den Vertretungen Tschechiens und Frankreichs die Bronzemedaille. Im Mannschaftsrennen verpasste sie eine weitere Medaille mit Reszowa, Panjutina und Belowa als Fünftplatzierte eine weitere Medaille. Ihre beste Platzierung im Weltcup schaffte die Russin in der Folgesaison in Antholz, als sie hinter Swjatlana Paramyhina und Antje Harvey bei einem Sprint Dritte wurde. Zuvor erreichte sie in Ruhpolding mit der Staffel ebenfalls einen dritten Platz. Nach verpasster Olympiaqualifikation beendete sie 1994 zunächst ihre internationale Karriere.
Mittlerweile verheiratet begann Koslowa  einige Jahre eine zweite Karriere im in Russland recht weit verbreiteten und populären Bogenbiathlon. Ihren internationalen Durchbruch hatte die Russin hier bei den Bogenbiathlon-Weltmeisterschaften 2001 in Kubalonka, wo sie vor Stefania D’Andrea und Jekaterina Lugowkina den Titel im Massenstartrennen und mit Lugowkina und Marija Filippowa im Staffelrennen gewann. Zudem wurde sie im Verfolgungsrennen hinter Lugowkina und Nadia Peyrot Dritte. Bei den Europameisterschaften des Jahres in Pokljuka gewann sie in derselben Staffelbesetzung ebenfalls die Goldmedaille, siegte zudem vor ihren Staffelkameradinnen im Verfolgungsrennen, nachdem sie zuvor schon hinter Filippowa und vor Peyrot die Silbermedaille im Sprintrennen gewann. Bei den Weltmeisterschaften 2002 in Pokljuka gewann Koslowa erneut in der Staffelbesetzung des Vorjahres den Titel, ebenso im Sprint- und Verfolgungsrennen. Im Einzel wurde sie hinter Lugowkina und Peyrot Dritte. Mit drei Titeln und insgesamt vier Medaillen war sie erfolgreichste Teilnehmerin der Welttitelkämpfe. Das wurde sie erneut 2003 in Krün, als sie im Sprintrennen hinter Lugowkina und vor Ksenija Malzewa Zweite wurde, im Verfolgungsrennen und im Massenstart die Titel gewann. Das Staffelrennen gehörte erst wieder 2004 in Pokljuka zum Programm, Koslowa gewann dort mit Lugowkina und Malzewa zum dritten Mal in Folge den Titel. Außerdem gewann sie die Titel im Sprint und im Massenstartrennen, im Verfolger musste sie sich Malzewa und Peyrot geschlagen geben. 2005 in Forni Avoltri wurde Koslowa zum dritten Mal in Folge erfolgreichste Starterin bei den Weltmeisterschaften. Sie gewann mit Lugowkina und Walentina Linkowa ihren vierten und letzten Titel mit der Staffel, siegte im Verfolgungsrennen, nachdem sie sich im Sprint noch Linkowa geschlagen geben musste, und wurde Vizeweltmeisterin hinter Natalija Jemelina im Massenstartrennen. Nach einem Jahr Pause wurden 2007 in Moskau zum bislang letzten Mal Weltmeisterschaften im Bogenbiathlon ausgetragen. Koslowa gewann mit dem Titel im Massenstartrennen vor Linkowa und Peyrot ihren 13. Titel. Zudem gewann sie hinter der erfolgreichsten Teilnehmerin dieser Titelkämpfe, Linkowa, und ihrer Dauerkonkurrentin über die Jahre, Lugowkina, die Bronzemedaille im erstmals seit 2002 wieder ausgetragenen Einzel. 2003, 2004 und 2005 gewann Koslowa dreimal in Folge die Gesamtweltcupwertungen, 2006 wurde sie mit Peyrot und D’Andrea hinter Lugowkina und Jemelina Dritte. 2005 gewann sie zudem die Wertungen im Sprint-, Verfolgungs- und mit Jemelina im Massenstart-Weltcup.

## Biathlon-Weltcup-Platzierungen
Die Tabelle zeigt alle Platzierungen (je nach Austragungsjahr einschließlich Olympische Spiele und Weltmeisterschaften).
- 1.–3. Platz: Anzahl der Podiumsplatzierungen
- Top 10: Anzahl der Platzierungen unter den ersten zehn (einschließlich Podium)
- Punkteränge: Anzahl der Platzierungen innerhalb der Punkteränge (einschließlich Podium und Top 10)
- Starts: Anzahl gelaufener Rennen in der jeweiligen Disziplin

| Platzierung                                              | Einzel | Sprint | Verfolgung | Massenstart | Team | Staffel | Gesamt |
| -------------------------------------------------------- | ------ | ------ | ---------- | ----------- | ---- | ------- | ------ |
| 1. Platz                                                 |        |        |            |             |      | 2       | 2      |
| 2. Platz                                                 |        |        |            |             |      | 3       | 3      |
| 3. Platz                                                 |        | 1      |            |             |      | 1       | 2      |
| Top 10                                                   | 1      | 3      |            |             | 1    | 6       | 11     |
| Punkteränge                                              | 2      | 4      |            |             | 1    | 6       | 13     |
| Starts                                                   | 5      | 7      |            |             | 1    | 6       | 19     |
| Stand: Karriereende, Daten möglicherweise nicht komplett |        |        |            |             |      |         |        |